# Diskontinuita (geologie)
Diskontinuita je nespojitost ve struktuře Země.

## Diskontinuity kůry
Diskontinuita v zemské kůře se objevuje přímo v litosférické desce.
Litosférické desky se pohybují na plastickém povrchu tzv. astenosféře přibližně jako ledové kry na vodě. Během pohybu přicházejí do vzájemných interakcí, kdy se jednotlivé desky o sebe třou a nebo se pod sebe zasouvají. Tyto změny poloh mají za následek změny tlaků, které na desky působí a které způsobují poškození desek.
Rozlišujeme 3 základní druhy diskontinuit zemské kůry:
- konvergentní rozhraní - dvě litosférické desky se pohybují proti sobě, což má za následek jejich srážku. Můžou nastat následující možnosti, jedna deska se začne podsouvat pod druhou (subdukce – typická pro oceánsko-kontinentální rozhraní; typický jev pro oceánské příkopy obdukce – oceánská deska se začne nasouvat na pevninskou desku) a nebo se dvě desky zapříčí a nastane horotvorný proces (orogeneze). Příkladem je Indická deska zasunující se pod Eurasijskou, což vyúsťuje ve vznik Himálají.
- divergentní rozhraní - jedná se o pohyb oddalující, typický je pro oceánské hřbety, kde vzniká nová oceánská kůra. Příkladem je Středoatlantský hřbet.
- transformní rozhraní - jedná se o pohyb dvou desek vedle sebe. Ani jedna se nezasouvá pod druhou, jenom o sebe třou rozhraním, což má za následek uvolňovaní obrovských hodnot energie v podobě zemětřesení. Příkladem je zlom San Andreas v Kalifornii v USA.

## Diskontinuity struktury Země

Nitro Země a diskontinuity: A–Mohorovičićova, B–Gutenbergova a C-Lehmannové

Diskontinuity Země v pořadí jejich hloubky pod povrchem jsou:

### Conradova diskontinuita
Conradova diskontinuita pode dnem oceánů se nevyskytuje, pod kontinenty probíhá v hloubce kolem 15 – 20 km.

### Diskontinuita MOHO
Nejznámější je Mohorovičićova diskontinuita, známá také jako vrstva Moho, která odděluje v hloubi asi 5 až 8 km pod oceány a až 80 km pod Himálajem zemskou kůru od pláště. Objevena byla jako první v roce 1909.

### Golicinova diskontinuita
Golicinova diskontinuita tvoří hranici mezi astenosférou a geologickou mezosférou a leží v hloubce okolo 350–400 km.

### Repettiho diskontinuita
Repettiho diskontinuita je hraniční vrstva v zemském plášti oddělující svrchní plášť od spodního v hloubce přibližně 670 km.

### Gutenbergova diskontinuita
Gutenbergova diskontinuita čili vrstva Wiecherta-Gutenberga odděluje plášť Země simu a zemské jádro nife v hloubce cca 2900 km. Je nejzřetelnější mezi diskontinuitami Země.

### Diskontinuita Lehmannové v jádru
Diskontinuita Lehmannové v jádru rozděluje tekuté vnější zemské jádro od pevného vnitřního jádra v hloubce okolo 5100 km.